# Quải (vũ khí)

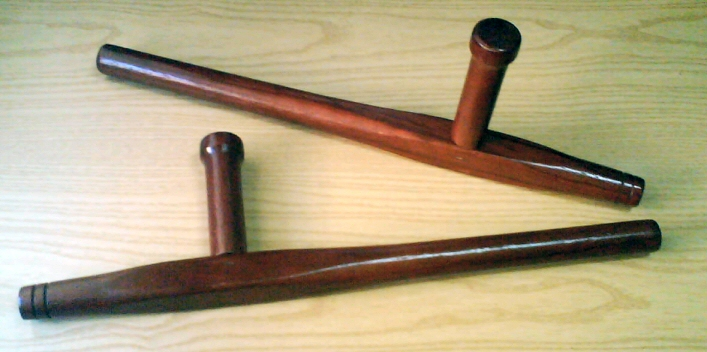
Một cặp quải.

Quải (chữ Hán: 柺, bính âm: guǎi), gọi theo tiếng Okinawa là tonfa (kana: トンファー, tonfaa), là một vũ khí đặc trưng của người Okinawa. Một số tên khác của nó là tong fa hay tuifa. Theo truyền thống nó được làm từ gỗ sồi đỏ và sử dụng thành từng cặp hai cái trong khi chiến đấu. Một vũ khí tương tự mang tên là mae sun sawk được dùng trong môn võ Krabi Krabong.

## Lịch sử
Nguồn gốc của quải cho đến nay vẫn còn gây tranh cãi, tuy nhiên nhiều nhà nghiên cứu tin rằng chúng bắt nguồn từ Indonesia. Quải được sử dụng trong các môn võ của Đông Nam Á và có lẽ đã được đưa tới Okinawa bởi ảnh hưởng của các môn võ này. Theo các truyện kể dân gian của Okinawa, trong thời kỳ trị vì của vua Thượng Chân (1477-1526), những lệnh cấm vũ khí đã được ban hành để ngăn chặn sự bạo loạn và duy trì ổn định trong vương quốc. Điều này đã thúc đẩy sự phát triển của những vũ khí tự vệ khác thường từ những công cụ của người nông dân. Ở đây, cặp quải được phát triển từ tay cầm gỗ của thớt cối xay. Hiện nay, thiết kế của quải chính là hình mẫu cơ bản của loại dùi cui PR-24 dùng cho cảnh sát, mặc dù cách dùng của chúng có những điểm khác biệt.

## Kỹ thuật

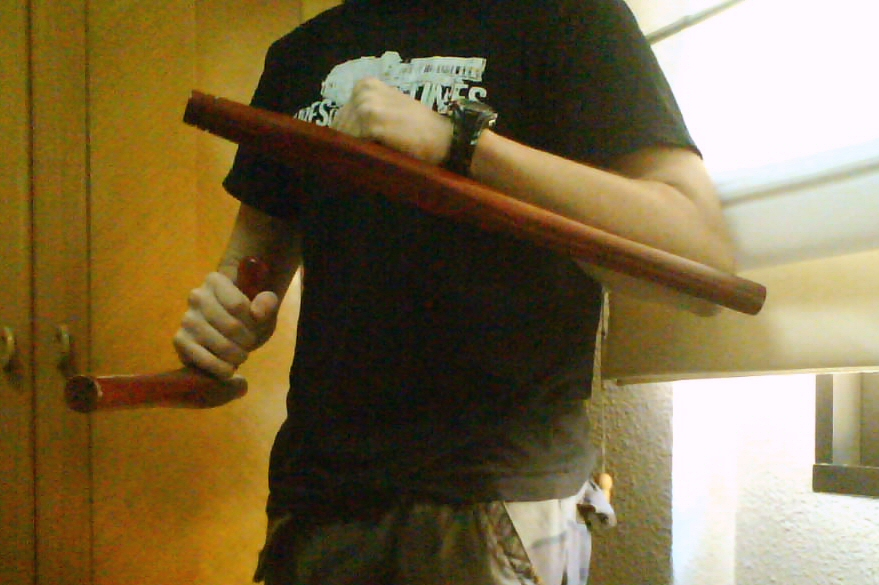
Một người đang cầm một cặp Quải.

Quải có thể được cầm tại tay cầm ngắn vuông góc với thân chính, hoặc được cầm ngay tại thân chính. Trong việc phòng thủ, nếu người dùng cầm nó ở phần tay cầm ngắn, thì phần thân chính sẽ bảo vệ cẳng tay trong khi quả đấm ở tay cầm bảo vệ ngón cái. Nếu người dùng cầm quải ở cả hai đầu thân chính, phần thân chính sẽ được dùng để đỡ gạt còn tay cầm có thể dùng để móc lấy vũ khí của đối thủ.
Trong tấn công, người dùng có thể vung quải để đánh vào đối thủ. Động lượng lớn của việc vung quải có thể được truyền vào phần thân chính bằng việc xoay tròn nhanh quải tại phần tay cầm. Người dùng cũng có thể cầm quải tại một đầu bất kỷ của thân chính để đập phần tay cầm vào đối thủ. Quải cũng có thể được dùng để đâm. Và bằng việc cầm giữ phần thân và tay cầm của quải cùng một lúc, người dùng có thể chặn hoặc phá đòn tấn công của đối thủ.
Theo truyền thống, quải được dùng theo cặp hai cái, một chiếc quải cầm ở một tay - trong khi đó dùi cui cảnh sát tuần tiễu ban đêm thường chỉ được dùng mỗi người một chiếc. Vì quải có thể được dùng bởi nhiều cách khác nhau và được cầm ở các tư thế khác nhau, việc huấn luyện cách dùng quải thường bao gồm học cách chuyển tư thế cầm trong thời gian ngắn - những kỹ thuật như thế yêu cầu sự khéo léo rất cao. Giống như tất cả các vũ khí Okinawa khác, các tư thế dùng quải phản ánh các đòn thế của karatê.